# 3. deild karla
De 3. deild karla is de vierde en tevens een-na-laagste klasse in het IJslandse voetbalsysteem. De competitie ontstond in 2013 na een herstructurering van de KSÍ. De 3. deild karla werd een nationale competitie in plaats van meerdere regionale poules. Door de oprichting van de competitie is de voormalige 3. deild karla de 4. deild karla geworden wat tevens de laagste voetbalklasse is. 

## Opzet
In de 3. deild karla spelen tien clubs, die elk twee keer tegen over elkaar staan. Dat betekent dus dat een competitie bestaat uit slechts 18 speelrondes. De kampioen en de runner-up promoveren naar de 2. deild karla, terwijl de twee nummers laatst moeten afzakken naar de allerlaagste klasse. 

## Kampioenen

### 4. deild karla
- 1982 : Ármann
- 1983 : Leiftur
- 1984 : Leiknir F.
- 1985 : IR Reykjavik
- 1986 : Afturelding Mosfellsbær
- 1987 : Hvöt Blönduós
- 1988 : BÍ
- 1989 : Haukar Hafnarfjörður
- 1990 : Magni Grenivík
- 1991 : Grótta Seltjarnarnes
- 1992 : HK Kópavogur
- 1993 : Höttur Egilsstaðir
- 1994 : Ægir Þorlákshöfn
- 1995 : Reynir Sandgerði
- 1996 : KVA Eskifjörður

### 3. deild karla
- 1997 : Leiftur Ólafsfjörður
- 1998 : Sindri Höfn
- 1999 : Afturelding Mosfellsbær
- 2000 : Haukar Hafnarfjörður
- 2001 : HK Kópavogur
- 2002 : KFS Vestmannaeyjar
- 2003 : Vikingur Ólafsvík
- 2004 : Huginn Seyðisfjörður
- 2005 : Reynir Sandgerði
- 2006 : Höttur Egilsstaðir
- 2007 : Víðir Garður
- 2008 : Hamrarnir/Vinir
- 2009 : Völsungur Húsavík
- 2010 : Árborg FC
- 2011 : KV Vesturbæjar
- 2012 : Sindri Höfn
- 2013 : KF Fjarðabyggðar
- 2014 : Íþróttafélagið Höttur
- 2015 : Knattspyrnufélagið Magni
- 2016 : UMF Tindastóll
- 2017 : Knattspyrnufélagið Kári
- 2018 : Dalvík/Reynir
- 2019 : Kórdrengir
- 2020 : KV Reykjavík
- 2021 : Höttur / Huginn